# Dwie matki
Dwie matki (ang. Losing Isaiah) – amerykański film obyczajowy z 1995 roku w reżyserii Stephena Gyllenhaala i wyprodukowany przez Paramount Pictures.

## Opis fabuły
Narkomanka Khaila (Halle Berry) w więzieniu przechodzi terapię odwykową. Gdy wychodzi na wolność, zdobywa pracę i zaczyna poszukiwania syna, którego porzuciła. Dowiaduje się, że chłopca wychowuje biała i dobrze sytuowana rodzina. By go odzyskać, wynajmuje adwokata Kadara Lewisa (Samuel L. Jackson).

## Obsada
- Jessica Lange jako Margaret Lewin
- Halle Berry jako Khaila Richards
- David Strathairn jako Charles Lewin
- Cuba Gooding Jr. jako Eddie Hughes
- Daisy Eagan jako Hannah Lewin
- Marc John Jefferies jako Isaiah
- Samuel L. Jackson jako Kadar Lewis

i inni